# Салвадорски колон
Салвадорски колон (шп. colón salvadoreño) је била званична валута Салвадора од 1892. до 2001. године када га је заменио амерички долар.